# MVRDV

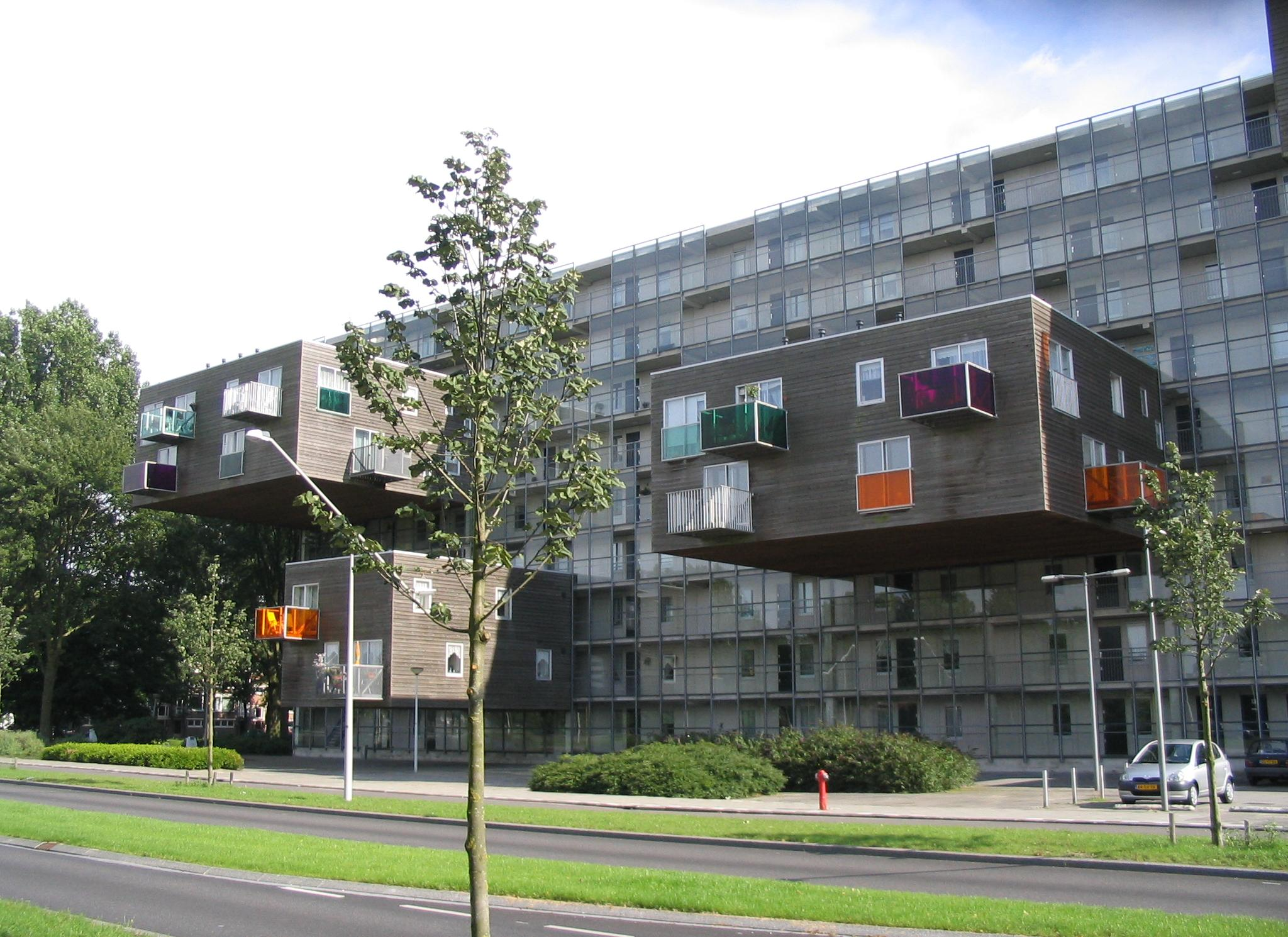
WoZoCo, Amsterdam

MVRDV é um escritório de arquitetura neerlandês, formado por Winy Maas, Jacob van Rijs e Nathalie de Vries, quando Maas e van Rijs saíram do OMA, de Rem Koolhaas. O escritório é autor de  prédios como o Mirador, o Silodam e o asilo WoZoCo.

## Publicações
- FARMAX (010 Publishers, Rotterdam, 1999)
- Metacity/Datatown (010 Publishers, Rotterdam, 1999)
- Reading MVRDV (NAi Publishers, Rotterdam, 2003)
- Spacefighter The evolutionary city game (Actar, Barcelona, 2005)
- KM3 EXCURSIONS ON CAPACITIES (Actar, Barcelona, 2006)
- Skycar City (Actar, Barcelona, 2008)
- MVRDV Agendas on Urbanism (Equal Books, Seoul, 2012)
- MVRDV Buildings (010 Publishers, Rotterdam, 2013)
- The Glass Farm - Biography of a Building (010 Publishers, Rotterdam, 2013)
- Book Mountain - Biography of a Building (010 Publishers, Rotterdam, 2013)